# Aire urbaine de Saint-Dizier
L'aire urbaine de Saint-Dizier est une aire urbaine française centrée sur l'unité urbaine de Saint-Dizier. Composée de 43 communes situées en Haute-Marne, Marne et Meuse, elle comptait 53 969 habitants en 2013.

## Caractéristiques en 1999
D'après la définition qu'en donne l'INSEE, l'aire urbaine de Saint-Dizier est composée de 35 communes, situées dans la Marne, la Haute-Marne et la Meuse. Ses 55 814 habitants font d'elle la 130e aire urbaine de France.
6 communes de l'aire urbaine sont des pôles urbains.
Le tableau suivant détaille la répartition de l'aire urbaine sur les départements (les pourcentages s'entendent en proportion du département) :
| Département | Communes | Communes (%) | Superficie (km²) | Superficie (%) | Population (1999) | Population (%) |
| ----------- | -------- | ------------ | ---------------- | -------------- | ----------------- | -------------- |
| Marne       | 10       | 1,6          | 148,12           | 1,8            | 2 733             | 0,5            |
| Haute-Marne | 20       | 4,6          | 291,92           | 4,7            | 47 278            | 24,3           |
| Meuse       | 5        | 1,0          | 63,75            | 1,0            | 5 803             | 3,0            |